# 望京西站
望京西站是北京地铁13号线、15号线的一座换乘站，未来还将与建设中的17号线形成换乘。车站位于北京市朝阳区来广营地区、大屯街道与望京街道交界京承高速公路与姜庄路-湖光中街相交处（即湖光桥）。

## 位置
望京西站位于京承高速公路（东北－西南向）与姜庄路（东西向）相交的湖光桥。13号线车站在湖光桥南侧、京承高速公路中央，呈东北－西南向布置；15号线车站在湖光桥东南角，呈东西向布置。

## 车站设计
13号线车站为地面车站，侧式站台设计。15号线车站为地下二层车站，岛式站台设计，双柱式结构，车站全长311.6米，建筑面积1.74万平方米。15号线车站装饰采用中国红为主色调，并使用中国古代建筑的元素，如斗拱、仿古宫灯、藻井等；而17号线则将站厅吊顶设计为艺术品《智慧聚焦》，展现望京地区作为科技创新中心和信息技术产业聚集地的特点。

### 车站楼层
| 地上二层 13号线站厅 | 站厅                       | A-B出口、客务中心、自动售票机  |
| 地面层 13号线站台   | 侧式站台，右側開门         | 侧式站台，右側開门             |
| 地面层 13号线站台   | █ 13号线往西直门（北苑）   |                                |
| 地面层 13号线站台   | █ 13号线往东直门（芍药居） |                                |
| 地面层 13号线站台   | 侧式站台，右側開门         |                                |
| 地下一层 15号线站厅 | 站厅                       | C-D出口、客务中心、自动售票机  |
| 地下二层 15号线站台 |                            | █ 15号线往清华东路西口（关庄） |
| 地下二层 15号线站台 | 岛式站台，左側開门         |                                |
| 地下二层 15号线站台 | █ 15号线往俸伯（望京）     |                                |

### 站厅及换乘方式

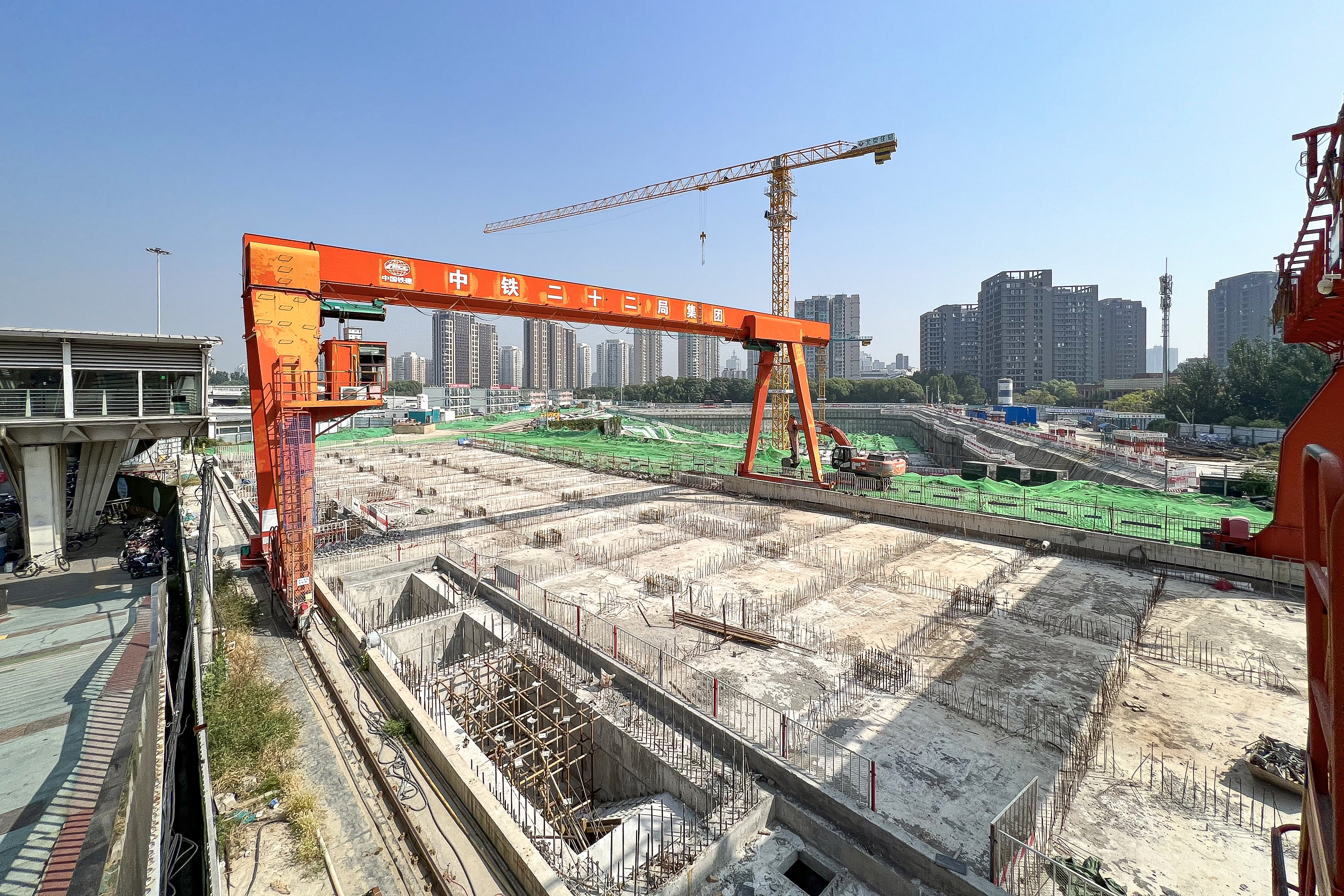
17号线望京西站与望京西综合交通枢纽工地（2022年9月摄）

13号线站厅位于地上二层，同时设有通往15号线地下一层站厅的双向换乘通道。该换乘通道是一座跨越京承高速公路出京方向（东侧）主辅路的封闭式天桥，长约70米，宽10米，设有双向扶梯。这种通过跨道路天桥换乘的方式（类似于上海3/4号线与10号线换乘的虹桥路站）在北京罕见，目前只有望京西站采用。
因为换乘距离较长加上需要上下楼梯数次，望京西站的换乘方式受到乘客诟病。在17号线和望京西交通枢纽建成后，未来13号线，15号线和17号线三线将改为地下换乘。
- 望京西站13号线站厅（2022年3月摄）
- 望京西站13号线与15号线换乘通道（2012年4月摄）
- 望京西站换乘通道外景（2016年4月摄）
- 望京西站15号线站厅（2018年3月摄）

### 站台
13号线望京西站站台位于京承高速公路中部，为两个侧式站台，设有半高屏蔽门。15号线望京西站站台位于姜庄路与湖光中街之间的地底，为岛式站台，设有全高屏蔽门。本站13号线月台南端设有交叉渡线。15号线月台东端则设有一条渡线，在2014年12月28日前，15号线所有列车会使用此渡线进行站前折返。

## 出入口
望京西站13号线有2个出口：A（西）、B（东），分别位于京承高速公路东西两侧；15号线有2个出口：C（东北）、D（西北），均位于姜庄路南侧，其中D口为单向出口，乘客无法由此进站；17号线有2个出口：E、F，其中E口位于交通枢纽内部。
|                             |                                |                  |      |            |
|                             |                                |                  |      |            |
|                             |                                |                  |      |            |
| 编号                        | 指示                           | 建议前往的目的地 | 图片 | 无障碍设施 |
| 连通 13号线站厅             |                                |                  |      |            |
| 出口 · A · 无障碍通道标志   | 京承高速公路（西侧）、姜庄路   |                  |      | 不適用     |
| 出口 · B · 无障碍通道标志   | 京承高速公路（东侧）、湖光中街 |                  |      | 不適用     |
| 连通 15号线站厅             |                                |                  |      |            |
| 出口 · C · 轮椅升降台标志   | 湖光中街、望京西交通枢纽       |                  |      |            |
| （仅出站）                  | 湖光中街                       |                  |      | 不適用     |
| 连通 17号线站厅             |                                |                  |      |            |
| · （尚未开通）              | 望京西交通枢纽                 |                  |      |            |
| · （尚未开通）              |                                |                  |      |            |
| 註： 設有 \| 設有輪椅升降台 |                                |                  |      |            |

## 歷史

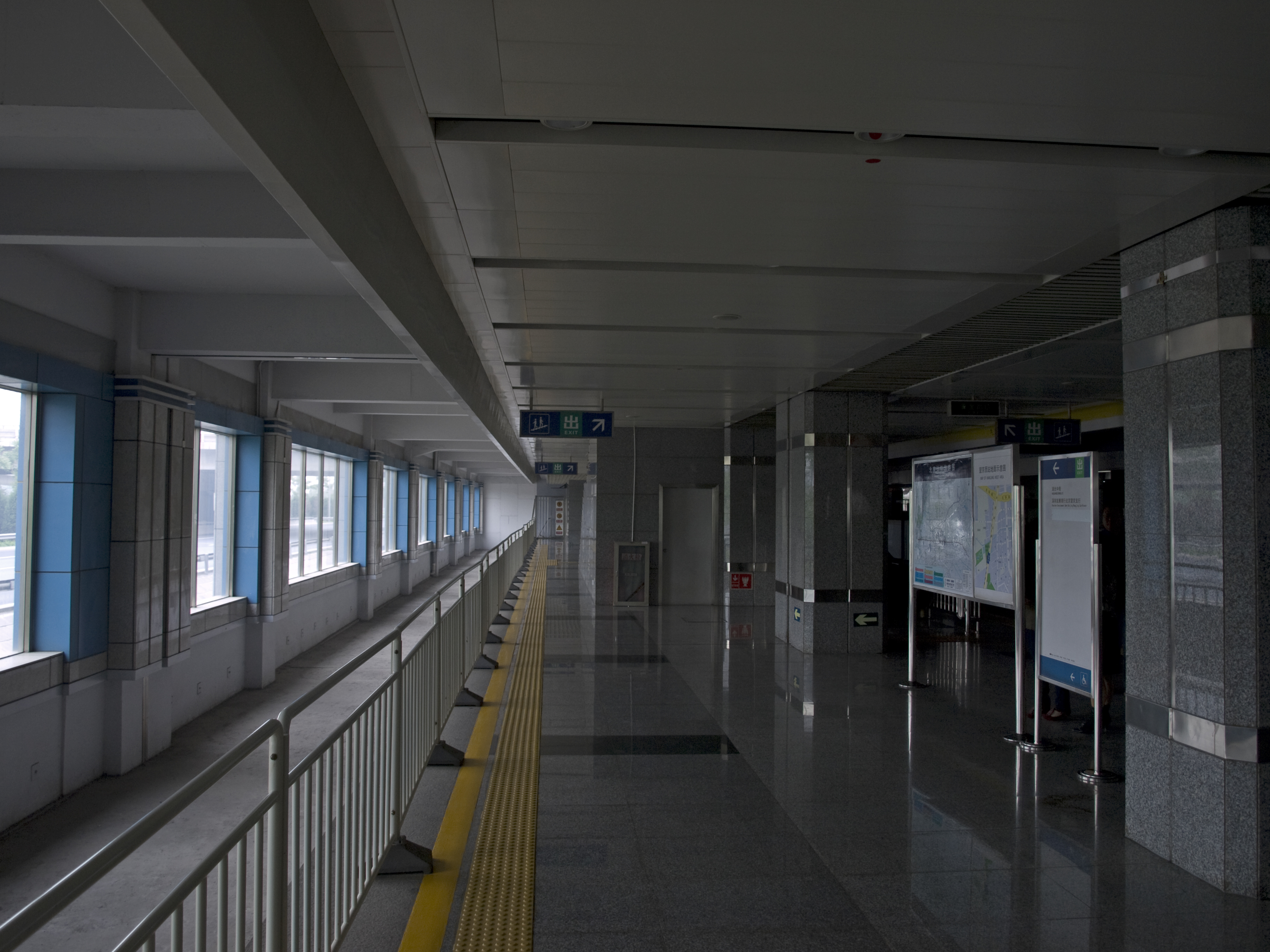
2010年拓宽前的13号线站台，可见护栏外预留轨道。

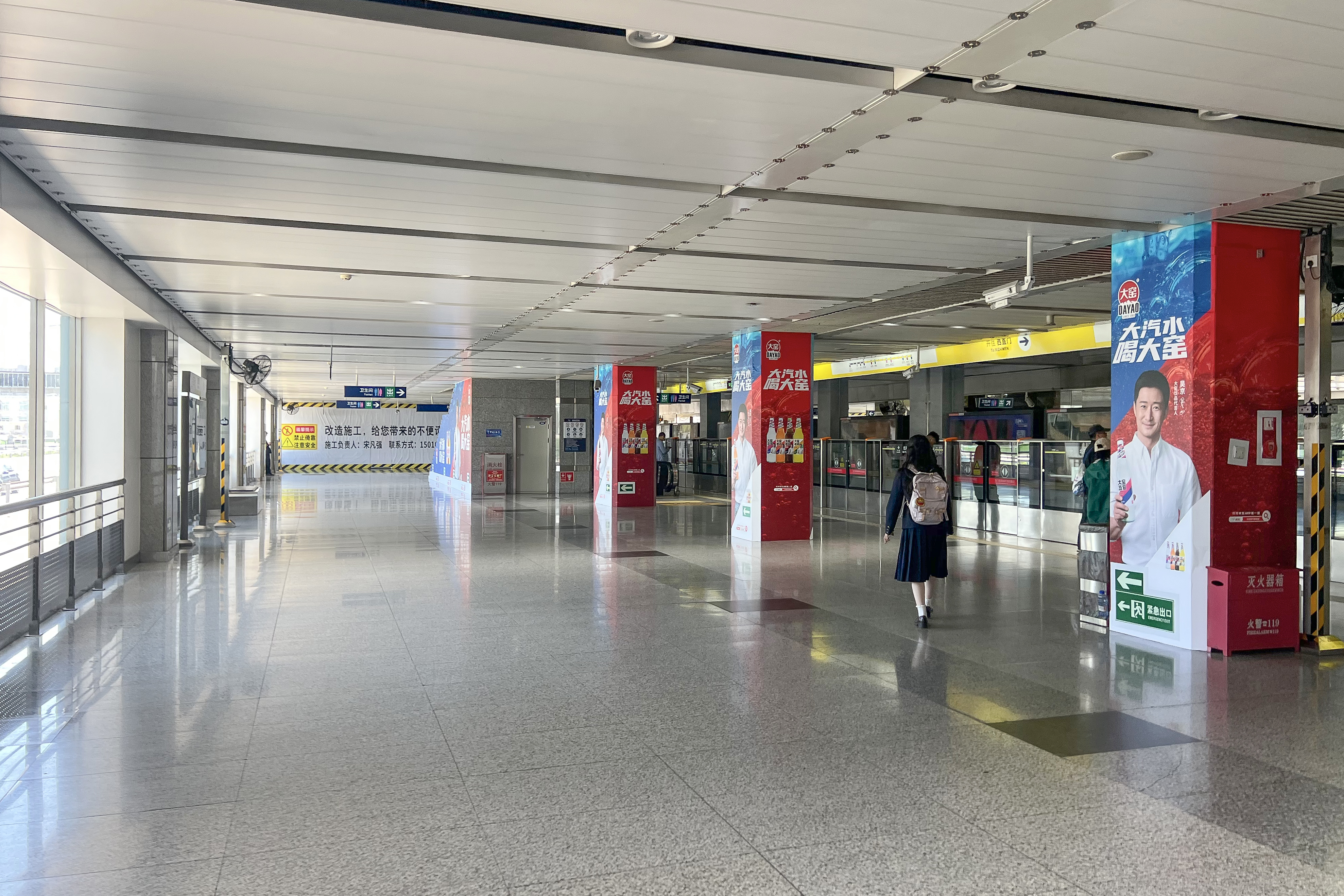
2025年4月正在建设17号线换乘通道的13号线站台南端

望京西站曾經被規劃為13號線支線的换乘站前往首都機場，故本站原为双岛式站台设计，設有4條軌道，其中外侧2條是為13號線支線預留的。但这条线路一直没有建设，後來被地铁首都机场线（東直門至首都機場）所取代。在2010年，为了承受15号线的客流，本站拓宽了站台，两侧站台向外扩展，占据了原有轨道的位置。原有预留站台道床未有铺轨和道岔接口，站台拓宽后预留道床被填平。
2023年12月18日，京港地铁新闻稿显示17号线望京西站因應配合望京西公交枢纽建设而无法启用，届时所有17号线北段列车均不停靠通过本站。
2024年4月，望京西交通枢纽结构封顶。5月，地铁17号线望京西站1号换乘通道双线顺利贯通。
2025年2月下旬，望京西站13号线站台南端开始建设与17号线的换乘通道口。同年3月12日，计划运营望京西交通枢纽的公联枢纽公司总经理提出该年6月30日为望京西枢纽自身的开通运营节点日期。2025年4月初，15号线站厅南侧亦设立围挡，以修建17号线换乘通道。